# Фістинг

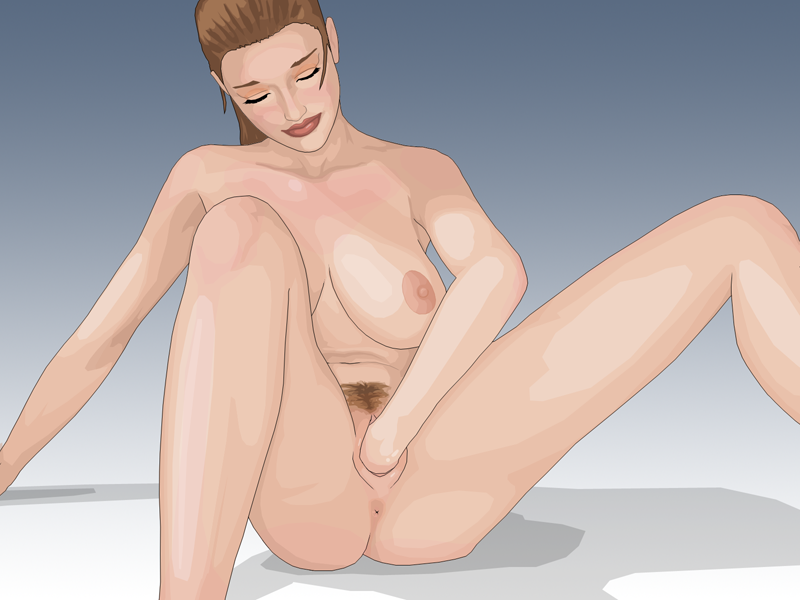
Ілюстрація, що зображає процес вагінального фістингу

Фі́стинг (від англ. fist — кулак) — сексуальна практика введення кисті (також кулака чи руки) у вагіну або анус. Вимагає посилених заходів безпеки. Введення руки стає можливим в результаті тренувань з поступовим нарощуванням числа пальців, що вводяться, при наявності великої кількості лубрикації.
У випадку, якщо фістинг практикується без партнера(-ки), він є однією з форм мастурбації. Сексуальне задоволення під час фістингу може бути досягнуте, зокрема, в результаті стимуляції точки-G.
Фістинг (вагінальний або анальний) потребує ретельної підготовки та розслаблення м'язів для безпечного й комфортного досвіду:
- М'язи тазового дна – ці м'язи контролюють напруження та розслаблення входу до вагіни або ануса. Дихальні практики та вправи Кегеля (на вміння як напружувати, так і розслабляти м’язи) допоможуть. При імітації сечовипускання, м’язи тазового дна природно розслабляються, це полегшує введення кисті.
- Сфінктер – анальний отвір має два кільцеві м’язи (зовнішній та внутрішній сфінктер). Важливо дати їм достатньо часу для розслаблення, використовуючи масаж та повільне введення пальців або іграшок. Як і при імітації сечовипускання, для анального фістингу цей принцип працює ще краще – під час дефекації анальний сфінктер природно відкривається,

Секс-іграшки з функцією надуванням можуть бути корисними для підготовки до фістингу. Ці іграшки можуть імітувати тиск і розтягнення, схожі на ті, що відчуваються під час фістингу, дозволяючи звикнути до цього виду стимуляції. Надувні іграшки дозволяють контролювати ступінь розширення, що є ключовим для безпечної підготовки до фістингу.
Анальні пробки можуть допомогти тренувати м'язи сфінктера, сприяючи підвищенню еластичності тканин і зменшенню дискомфорту під час проникнення. Тривале носіння анальних пробок використовується для кращого адаптування.

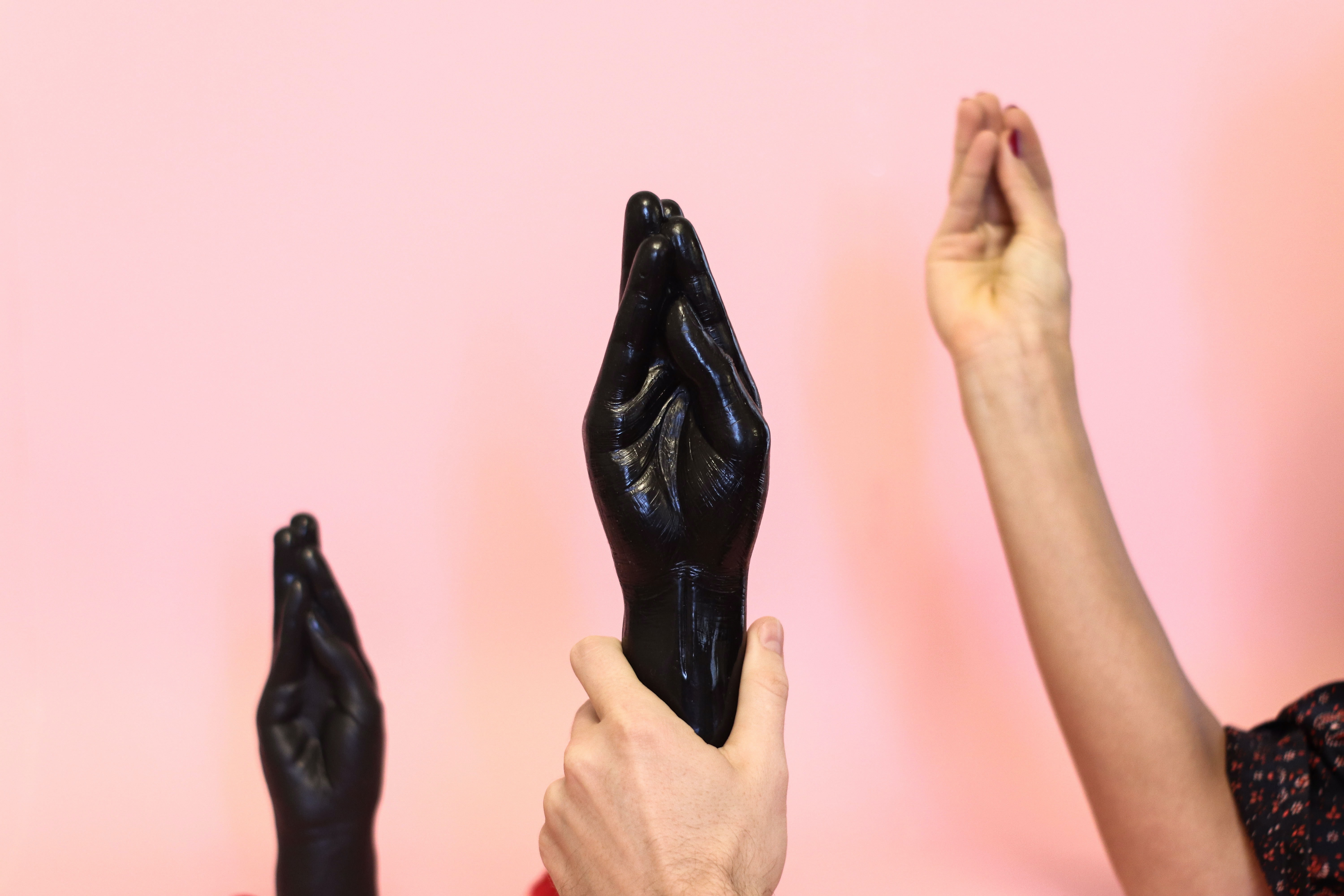
"Качиний дзьоб" у формі секс-іграшки та руки людини

Поширена техніка, особливо для початківців, полягає в введенні випрямлених чотирьох пальців, заховавши великий палець під ними. Цю техніку іноді називають «тихий качконіс» або «качиний дзьоб», оскільки положення руки нагадує дзьоб качки
Можливе застосування таких практик:
- Стиснення руки в кулак (після введення у вагіну чи анус)
- Обертання руки (введеної в вагіну чи анус)
- Рухи, що імітують фрикції
- Обмацування внутрішньої поверхні вагіни (ануса)

Позиції:

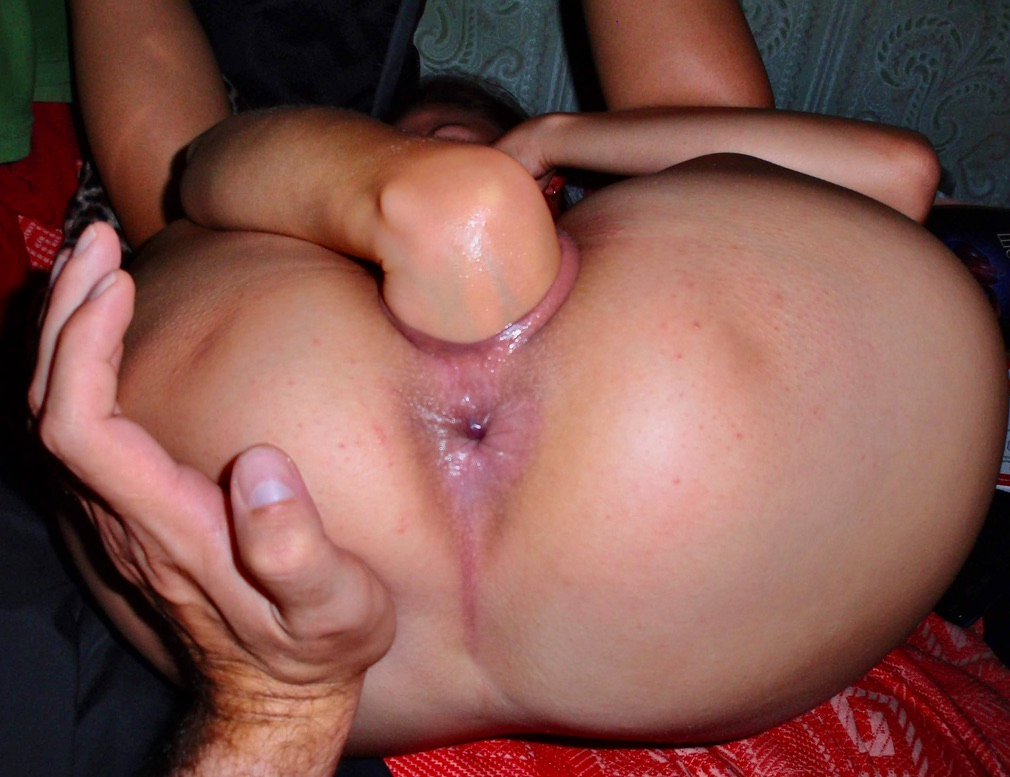
Вагінальний фістинг

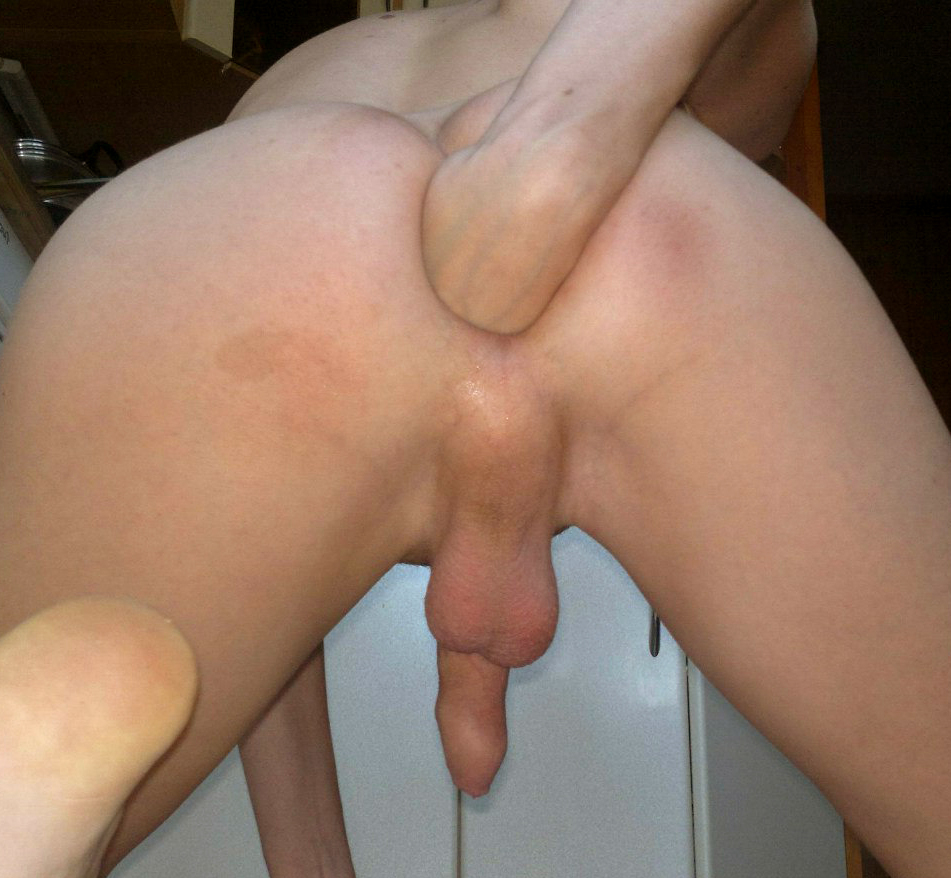
Анальний фістинг

- Місіонерська - для вагінального фістингу розведення ніг у сторони або коліна до грудей, для анального – підняті ноги або з подушкою під поперек чи таз.
- Позиція на колінках -  для глибокого проникнення, природне розслаблення тазового дна.
- Сидячи на руці - присісти на руку партнера або свою.
- На боці - для вагінального фістингу лежачи на боці, нижня нога витягнута, а верхня зігнута в коліні та трохи піднята. Верхня нога може бути піднята вище для більшого доступу. Для анального - лежачи на боці, верхня нога зігнута та підтягнута вперед, щоб відкрити доступ до ануса. Нога зазвичай більше зігнута вперед, щоб полегшити відкриття ануса. Можна підкласти подушку під таз, щоб трохи підняти його для кращого кута введення.

## Анальний фістинг
Анальний фістинг - це введення пальців або кулака в пряму кишку. На відміну від вагінального фістингу, може практикуватися як жінками, так і чоловіками. Стимулюючим чинником у цьому випадку є подразнення нервових закінчень в області ануса. У чоловіків також чиниться тиск на простату, а в жінок, можливо, дія на зону Графенберга через стінку прямої кишки. Для кращої стимуляції точки G партнерці підходить позиція на спині з піднятими ногами.

## Подвійний фістинг
Під подвійним фістингом мається на увазі введення двох рук в анус або до вагіни одночасно. У зв'язку з цим розрізняють такі методи:
- Введення по одній руці у вагіну й анус
- Введення двох рук, притиснутих долонями, у вагіну або анус

В останньому випадку можливий так званий геппінг (від англ. Gape — діра, щілина, пролом), який має на увазі силове розведення в сторони складених разом введених рук для огляду внутрішньої поверхні прямої кишки або вагіни.

## Футфістинг
Футфі́стинг (англ. Foot fisting, від foot «ступня ноги») — введення в вагіну або анус стопи ноги.

## Фістинг у порнографії
Попри те, що фістинг не є винаходом сучасності, його широке представлення в порнографії розпочалося лише з кінця 1980-х років. Згодом стали з'являтися порнографічні фільми, журнали та інтернет-сайти, які висвітлюють фістинг.

## Ризики для здоров'я та заходи безпеки
- При практиці фістингу необхідний постійний контакт і довірчі відносини в парі. З усім тим, у разі недостатньої підготовленості фістінгуючого, поспішності, необережності або недостатності лубрикації, можливі больові відчуття, розриви прямої кишки[5] з масивним крововиливом або запаленням очеревини[6], розриви вагіни й занесення інфекції, що в кінцевому підсумку може призвести до смерті.[7] Поверхня прямої кишки, на відміну від ануса, малочутлива до больових відчуттів[3], в результаті чого навіть важкі ушкодження можуть, при деяких обставинах, залишитися якийсь час непоміченими, що може сприяти розвитку інфекції. До інфекційних захворювань, що передаються в процесі фістингу, зараховують, серед іншого, гепатит С[8][9] і ВІЛ[10].
- При анальному фістингу висока ймовірність виникнення аноректальних дисфункцій: анального свербежу, прокталгії, анальних тріщин, анальної інконтиненції, нетримання калу (енкопрез)[11].
- У жінок, що регулярно займаються фістингом, можливі проблеми під час вагітності та пологів.
- Для зниження ризику виникнення інфекційних захворювань фістинг проводять у рукавичках[12], а фістингуючий(-а) тримає руки в доглянутому стані з акуратно підстриженими нігтями. З метою гігієни при анальному фістингу, як правило, завчасно роблять клізму.